# Saltos ornamentais nos Jogos Pan-Americanos de 2015
As competições de saltos ornamentais nos Jogos Pan-Americanos de 2015 foram realizadas no Centro Aquático CIBC Pan e Parapan-Americano, em Toronto, entre 10 e 13 de julho. Foram disputadas oito provas, sendo quatro masculinas e quatro femininas.
Como o Pan estava em andamento durante os primeiros dias do Campeonato Mundial de Esportes Aquáticos, as provas de saltos ornamentais começaram no mesmo dia da cerimônia de abertura para que ambos os eventos não conflitem na preparação dos saltadores.

## Calendário
| Julho              | 7 | 8 | 9 | 10 | 11 | 12 | 13 | 14 | 15 | 16 | 17 | 18 | 19 | 20 | 21 | 22 | 23 | 24 | 25 | 26 |
| ------------------ | - | - | - | -- | -- | -- | -- | -- | -- | -- | -- | -- | -- | -- | -- | -- | -- | -- | -- | -- |
| Saltos ornamentais |   |   |   |    | 2  | 2  | 4  |    |    |    |    |    |    |    |    |    |    |    |    |    |

|  | Dia de competição |  | Dia de final |

## Medalhistas
Masculino
| Evento                                   | Ouro                                          | Prata                                           | Bronze                                         |
| ---------------------------------------- | --------------------------------------------- | ----------------------------------------------- | ---------------------------------------------- |
| Trampolim de 3 m individual detalhes     | Rommel Pacheco MEX México                     | Jahir Ocampo MEX México                         | Philippe Gagné CAN Canadá                      |
| Plataforma de 10 m individual detalhes   | Iván García MEX México                        | Víctor Ortega COL Colômbia                      | Jonathan Ruvalcaba MEX México                  |
| Trampolim de 3 m sincronizado detalhes   | Jahir Ocampo Rommel Pacheco MEX México        | Philippe Gagné François Imbeau-Dulac CAN Canadá | Cory Bowersox Zachary Nees USA Estados Unidos  |
| Plataforma de 10 m sincronizado detalhes | Jeinkler Aguirre José Antonio Guerra CUB Cuba | Philippe Gagné Vincent Riendeau CAN Canadá      | Víctor Ortega Juan Guillermo Ríos COL Colômbia |

Feminino
| Evento                                   | Ouro                                        | Prata                                          | Bronze                                         |
| ---------------------------------------- | ------------------------------------------- | ---------------------------------------------- | ---------------------------------------------- |
| Trampolim de 3 m individual detalhes     | Jennifer Abel CAN Canadá                    | Pamela Ware CAN Canadá                         | Dolores Hernández MEX México                   |
| Plataforma de 10 m individual detalhes   | Paola Espinosa MEX México                   | Roseline Filion CAN Canadá                     | Meaghan Benfeito CAN Canadá                    |
| Trampolim de 3 m sincronizado detalhes   | Paola Espinosa Dolores Hernández MEX México | Jennifer Abel Pamela Ware CAN Canadá           | Deidre Freeman Maren Taylor USA Estados Unidos |
| Plataforma de 10 m sincronizado detalhes | Meaghan Benfeito Roseline Filion CAN Canadá | Ingrid de Oliveira Giovanna Pedroso BRA Brasil | Paola Espinosa Alejandra Orozco MEX México     |

## Quadro de medalhas
| Ordem | País               | Medalha de ouro | Medalha de prata | Medalha de bronze |    |
| ----- | ------------------ | --------------- | ---------------- | ----------------- | -- |
| 1     | MEX México         | 5               | 1                | 3                 | 9  |
| 2     | CAN Canadá         | 2               | 5                | 2                 | 9  |
| 3     | CUB Cuba           | 1               |                  |                   | 1  |
| 4     | COL Colômbia       |                 | 1                | 1                 | 2  |
| 5     | BRA Brasil         |                 | 1                |                   | 1  |
| 6     | USA Estados Unidos |                 |                  | 2                 | 2  |
| TOTAL | TOTAL              | 8               | 8                | 8                 | 24 |